# Baron Ponsonby of Shulbrede
Baronowie Ponsonby of Shulbrede 1. kreacji (parostwo Zjednoczonego Królestwa)
- 1930–1946: Arthur Ponsonby, 1. baron Ponsonby of Shulbrede
- 1946–1976: Matthew Henry Herbert Ponsonby, 2. baron Ponsonby of Shulbrede
- 1976–1990: Thomas Arthur Ponsonby, 3. baron Ponsonby of Shulbrede
- 1990-: Frederick Matthew Thomas Ponsonby, 4. baron Ponsonby of Shulbrede